# ساندرا (مغنية)
ساندرا آن لاور (بالإنجليزية: Sandra Ann Lauer)‏ (مولودة بتاريخ 18 مايو 1962م في ساربروكن بألمانيا) هي مغنية بوب ألمانية مشهورة عالمياً باسم ساندرا، تعيش حالياً في إيبيزا بإسبانيا، وقد كانت من أشهر المغنيات في الثمانينات من القرن الماضي وأكثرهم نجاحا.
وهي كانت قبل أن تكون مغينة منفرده كانت ضمن فرقه ارابيسكي Arabesque وهن ثلاث مغنيات من بينهم ساندرا.
بعد النجاح الرائع كمغنية رئيسية لفرقة أرابيسك Arabesque، قررت ساندرا الغناء بمفردها والعمل مع مايكل كريتو Michael Cretu المعروف بسلسلته المشهورة إنيغما وبدأت بالانطلاقة الحقيقية مع أغنيتها الأولى عالمياً ماريا ماجدلينا Maria Magdalena وذلك في عام 1985.
على الرغم من عدم وجود أي نجاح منفرد في الولايات المتحدة أو المملكة المتحدة، استطاعت ساندرا بصوتها أن تصل إلى أماكن بعيدة مثل السويد ومصر وفرنسا وجنوب أفريقيا وإسرائيل واليابان والبرازيل. لا تزالت تحظى بشعبية كبيرة في أوروبا، كونها واحدة من أكثر المغنيات شعبية خلال فترة الثمانينات.
إلى جانب ماريا ماجدلينا Maria Magdalena يوجد أيضاً العديد من الأغاني الرائعة مثل In the Heat of the Night عام 1985 وكذلك Everlasting Love عام 1987 وكذلك Hiroshima عام 1990 أيضا الالبومات Into a Secret Land و Close to Seven التي حققت مراكز متقدمة.

## 1962 م - 1984 م: الطفولة والانضمام إلى فرقة أرابيسك Arabesque
- ولدت ساندرا آن لاور في ساربروكن الألمانية، على مقربة من الحدود الفرنسية. والدها هو روبرت وير وهو فرنسي، ووالدتها هي كارين وير وهي ألمانية. واخوها الأكبر هو غاستون (توفي عام 1995)، وقد كان مشلولاً، والدها كان يمتلك متجرا للنبيذ في ساربروكن وكانت أمها تعمل في متجر للاحذية، ساندرا أظهرت اهتماما مبكراً في الموسيقى والرقص، لأنها بدأت تتعلم الباليه الكلاسيكي في سن 5 سنوات وقد تابعت دروسها لمدة 10 سنوات، وعندما أصبح عمرها 10 سنوات أتقنت العزف على الإيتار بفضل أحد معلميها في المدرسة.
- في عام 1975م وفي سن الثالثة عشرة دخلت ساندرا مسابقة في ساربروكن وهي مهرجان «النجمة الشابة»، حيث بدأت المواهب الناشئة في الموسيقى تطمح للدخول في المسابقة والفوز بالجائزة، لم تكن ساندرا مشاركة في تلك المسابقة بل كانت من ضمن المتفرجين، وبعد الاستماع لجميع المشاركين وعندما كانت هيئة المحلفين تناقش النتائج، قالت أمها أنها مضطرة للذهاب لدورة المياة، عندها وقفت ساندرا وصعدت إلى المسرح وأقنعت فني الدي جي على طرح النسخة الألمانية من أغنية لاوليفيا نيوتن جون Olivia Newton-John، انتزعت الميكروفون وبدأت بالغناء، بعدها حضيت ساندرا بدعم واهتمام خاص من أحد الحضور، وأصدرت أغنيتها السينقل "Andy Mein Freund"، وكانت أغنية عن أكثر الحيوانات قرباً للإنسان وهو الكلب، ومع ذلك، لم تحظَ تلك الأغنية بأي اهتمام وبذلك انسحبت ساندرا من المشهد الموسيقي لبضع سنوات.
- في عام 1979 انضمت ساندرا لفرقة أرابيسك Arabesque، وهي فرقة ديسكو تتكون من مايكللا روز Michaela Rose وياسمين فيتر Jasmine Vetter، بعد فترة وجيزة من تسجيل الألبوم الثاني مع ساندرا كمغنية رئيسية في استوديوهات Europasound في اوفنباخ، ألتقت ساندرا بعازف أرغن اسمه مايكل كريتو Michael Cretu، ساندرا ومايكل وجدا مصادفةً أنهما يشتركان في نفس تاريخ الميلاد، وإن كان مايكل يسبقها بخمس سنوات، وأصبحا صديقين حميمين، بدأ في ذلك الوقت منحنىً جديد من حياة ساندرا مع فرقة أرابيسك ولأول مرة أصبحت بعيدة عن أبويها، وبدأت تظهر في المسرح والتلفزيون في الدول الأجنبية وحظيت كذلك بالتصوير وبالمقابلات التلفزيونية، لاقت الفرقة النجاح والشعبية في العديد من البلدان خاصةً في اليابان ودخلت التشارت، أيضاً دخلت الفرقة التشارت الألماني بالاغنية Marigot Bay عام 1981 م، وبعد إنتاج 9 ألبومات بدأ الاختلاف والتفكك يظهر في ارابيسك إضافة إلى أن الاهتمام بدأ يقل بالديسكو السبعيني، وبذلك انتهت الفرقة بالتفكك.
- انتقلت الصداقة بين ساندرا ومايكل إلى علاقة عاطفية وانتقلا إلى ميونخ، حيث أنشأ مايكل أستديو خاص أسماه داتا-ألفا Data-Alpha، وقد قاما بتأليف أوبالأصح ترجمة الأغنية Big in Japan للفرقة Alphaville وذلك لطرح أغنية جديدة وهي Japan Ist Weit ولكن باللغة الألمانية، إلا أن الأغنية كانت فاشلة ولم يتم بيع إلا 150 نسخة فقط.

## 1985 م - 1992 م: الفترة الذهبية
- الانطلاقة نحو القمة كانت عام 1985 م حيث حققت ساندرا ناجحاً عالمياً مع أغنيتها Maria Magdalena، تصدرت التشارت في 21 بلداً حول العالم، ووصلت إلى التوب 10 في خمسة بلدان أخرى، أما ألبومها الأول The Long Play وصل إلى الرقم 12 في وطنها الام ألمانيا وبقى في التوب 20 لمدة 16 أسبوع، أما في السويد احتلت Maria Magdalena مركز الصدارة لمدة 4 اسابيع، ولم يقتصر النجاح على Maria Magdalena فقط بل كان النجاح حليفاً للاغنية In the Heat of the Night من نفس الالبوم حيث حصلت على المركز الثاني في ألمانيا، وانضمت إلى التوب 5 في فرنسا، في ذلك الوقت أصبحت ساندرا «أميرة البوب» وسرعان ماوصلت شهرتها إلى كل مكان حتى على جدران غرف المراهقين.
- بعد وقت قصير من إصدار الالبوم The Long Play ذهبت ساندرا إلى لندن لمدة 6 أشهر للحصول على المزيد الخبرة من هالينا شيلين Helena Shelen حيث سبق له العمل مع الفنان جورج مايكل George Michael وبول ينغ Paul Young، أيضا ألتحقت ساندرا بمدرسة London Berlitz للغات لتحسين وتطوير الأداء في اللغة الإنجليزية، أيضاً تلقت دروس على الطبول وذلك للحصول على شعور أفضل للإيقاع والتوقيت، عادت بعدها إلى ميونخ وذلك للتحضير لألبوم الجديد.
- مرايا Mirrors الالبوم الثاني لساندرا تم إصداره في شهر أكتوبر عام 1986، وهو ليس فقط نجاح جديد لساندرا بل يعبر أيضاً عن التطور المستمر لموسيقى مايكل كريتو، حيث تم إضافة موهبة جديدة في كتابة الموسيقى والعزف وهو الفنان هوبيرت كملر Hubert Kemmler وهو فنان ألماني كان يشتهر باسم هوبرت كاه Hubert Kah، الأغنية الأولى في الالبوم Don't Cry وهي أغنية تم تأليفها كردة فعل حول كارثة المفاعل تشيرنوبل النووي والتي حدثت في ذلك العام، وكذلك الأغنية Innocent Love الحب البريء وهي من أنجح الأغاني في ذلك الالبوم حيث دخلت التوب 10 في فرنسا، أيضا الأغنية Hi! Hi! Hi! دخلت التوب 10 في ألمانيا، من أغاني الالبوم أيضا الأغنية الشعبية لورين Loreen، أيضا أغنية البوب العصرية Midnight Man (غنتها ساندرا مع مايكل كريتو في الفيديو كليب)، لاشك أنه ألبوم ناجح.
- في عام 1987 وبعد عامين من بداية الحقبة الذهبية أصدرت ساندرا ألبوماً يجمع أفضل أغانيها Ten On One، وليس هذا فقط بل تم إصدار فيديو كليبز لنفس الأغاني يمنح المشجعين لمحة عن حياتها الخاصة واليومية، إضافة إلى ذلك تم إضافة نسخة خاصة لساندرا وهي الأغنية المفضلة لديها منذ طفولتها Everlasting Love وقد حققت المركز الخامس في ألمانيا وأصبحت واحدة من أفضل أغانيها، الأغنية الثانية في الالبوم هي Stop for a Minute وصلت إلى التوب 10 في ألمانيا وقد كتبت خصيصاً للمسلسل الإجرامي الألماني Tatort، حيث ظهرت الأغنية في أحد حلقات المسلسل.
- في السابع من يناير كانون الثاني عام 1988، تزوج مايكل كريتو ساندرا وانتقلا من ميونيخ إلى جزيرة إيبيزا بإسبانيا. وفي نفس السنة بدأ التحضير لعمل جديد.
- العمل الجديد هو الالبوم Into a Secret Land، يتميز هذا الالبوم عن الالبومات السابقة بالموسيقى الغامضة والمغرية وهنا بدأ مايكل كريتو يلعب لعتبه المفضلة ومن هنا بدأت تظهر Enigma، من أغاني الالبوم المفضلة لدى ساندرا هي الأغنية Heaven Can Wait وقد دخلت التوب 5 في فرنسا وحصلت على المركز 12 في ألمانيا، إضافة إلى أنه تم إصدار فيديو كليب لنفس الأغنية، الأغنية الثانية Secret Land وهي نسخة خاصة لساندرا من الأغنية Trenchcoat Man للفنان الألماني Fabrique وقد دخلت التوب 10 الألماني، الأغنية الثالثة كانت We'll Be Together أيضا دخلت التوب 10 الألماني، أما الأغنية الرابعة هي Around My Heart حقتت المركز 11 في ألمانيا.
- الأغنية We'll Be Together وكذلك الأغنية When the Rain Doesn't Come (من ألبوم Close to Seven الصادر سنة 1992) هي الأغاني الوحيدة التي كتبهتا أو شاركت في تأليفها ساندرا قبل إصدار ألبومها The Wheel of Time في عام 2002.
- في عام 1988 حاولت الفرقة الغنائية البريطانية Stock Aitken Waterman الاستفادة من نجاح الأغنية Everlasting Love وذلك بإصدار نسخة Remix من نفس الأغنية للسوق البريطاني، وصلت الأغنية إلى مركز متوسط وحققت الرقم 45 في التشارت البريطاني، وكان وضعها أفضل في السويد والفلبين وجنوب أفريقيا.
- بوصفها واحدة من المطالبين بحقوق الحيوان والحفاظ على البيئة، شاركت ساندرا في مشروع اتحاد الفنانين من أجل البيئة والطبيعة حيث كانت الأغنية المميزة Yes We Can بصوت الفنانين Brian May وHarold Faltermeyer و Chaka Khan
- مع نهاية العصر الذهبي للموسيقى والفن.. عصر الثمانينات.. أصبحت ساندرا ملكة البوب الأوروبي وأصبحت تنافس الفنانة مادونا Madonna في الشهرة والشعبية.
- في عام 1990 ومع بداية التسعينات أصدرت ساندرا الالبوم Paintings in Yellow ليعطيها مزيداً من التميز والعالمية مع الأغنية Hiroshima وهي في الأساس للفنان Wishful Thinking حيث دخلت إلى التوب 10، أيضا الأغنية The Journey حيث ظهر أسلوب Enigma الخاص، إضافة إلى بعض الأغاني في الالبوم.
- الوجه الجديد في هذا الالبوم هو ضم الفنان Frank Peterson وهو منتج مشارك في هذا الالبوم وكان يشتهر بـ F. Gregorian حيث قام بكتابة بعض الأغاني مع مايكل كريتو وقد كان أسلوبه واضحاً.
- في السنة نفسها، حققت الأغنية "Sadeness" مايكل كريتو نجاحا كبيرا في العديد من البلدان حول العالم، في البداية لم يكن أحداً يعلم من الذي يقف خلف ذلك الاسم Enigma ولكن سرعان ماعرف المشجعين صوت ساندرا عندما دخلت الأغنية التوب 10 في الولايات المتحدة الأمريكية وكانت أول نجاح لساندرا في السوق الأمريكية.
- حققت الأغنية Life May Be A Big Insanity جائزة أفضل مبيعات في ألمانيا وذلك في مهرجان الجوائز الموسيقية في مونتي كارلو the World Music Awards، أيضا من أغاني الالبوم الهادئة والرائعة هي الأغنية One More Night
- بسبب النجاح الساحق الذي حققه مايكل كريتو وأصبح مشهوراً بـالـ Enigma، وبعد استراحة لمدى عامين بعد إصدار الالبوم Paintings in Yellow ظهر هناك قصور في أداء ساندرا بعد إصدار الالبوم Close To Seven حيث أن الالبوم يعكس التطور المستمر نحو المزيد من التأمل، كان الالبوم خالياً من الموسيقى الراقصة والصاخبة، لاشك أن الإنسان عندما يكبر ينضج ويتحرر من بعض الامور التي كانت متأصلة فيه خلال فترة المراهقة، وهذا ماحدث مع ساندرا، يبدو أن هذا الالبوم للناضجين فقط، بعيد كل البعد عن هوس الموسيقى المعهود، هذا الالبوم تم إنتاجه بالكامل بواسطة مايكل، حقق الالبوم التوب 10 الألماني.
- على الرغم من أن الأغنية Don't Be Aggressive قد دخلت التوب 20 الأوروبي، إلا أن الأغاني الأخرى لم تحقق نجاحاً ملموساً، الأغنية الثانية في الالبوم I Need Love كانت مثل الأغنية Japan Ist Weit في مقدار الفشل ولم تحقق أي رقم قياسي، ومع ذلك حصلا كلاً ساندرا ومايكل على الجائزة الذهبية الأوروبية the Golden Europe Award في عام 1992 كأفضل ثنائي ناجح.
- في خريف عام 1992 أصدرت ساندرا ألبوماً عبارة عن مجموعة من 18 أغنية من أفضل أغانيها السابقة واسم الالبوم هو The 18 Greatest Hits، إضافة إلى أنه تم إعادة إصدار الأغنية Johnny Wanna Live التي سبق طرحها في الالبوم Paintings in Yellow وقد شارك في كتابة الأغنية Frank Peterson وكانت كلماتها تطالب بالرفق بالحيوانات.
- في مقابلة في السويد، شرحت ساندرا أسباب تأليف الأغنية وذلك من عدم موافقتها على الاشخاص الذين يرتدون معاطف فرو الحيوانات، حقق الألبوم The 18 Greatest Hits التوب 10 في كل من ألمانيا وفرنسا وحصل على جائزة ذهبية. وكان آخر ألبوم في الفترة الذهبية وبه انتهت الفترة الذهبية من حياة ساندرا الفنية.

## 1993 م - 2006 م: محاولات العودة إلى الساحة الفنية
- في عام 1993 أصدرت ساندرا نسخة جديدة وعصرية لإغنيتها «ماريا ماجدالينا» Maria Magdalena مع فيديو كليب عصري يواكب التطور الموسيقي المتزايد، لم يلقى نجاحاً كبيراً مقارنة بالاغنية الأصلية، ومع ذلك حققت الأغنية الجديدة المركز 8 في التشارت الفنلندي.
- في عام 1995، في حين كانت ساندرا حبلى بتوأم، قامت ساندرا بتسجيل وإصدار ألبومها الجديد Fading Shades، وبمساعدة كاتب ومنتج جديد هو Jens Gad حيث كان يعمل مع مايكل كريتو، تضمن الالبوم نسخة جديدة من الأغنية Nights in White Satin للفرقة الستينية The Moody Blues، حققت الأغنية المركز الأول في إسرائيل ودخلت التوب 20 في كل من فنلندا وأستراليا، وبسبب أن ساندرا كانت حبلى في ذلك الوقت تم التركيز فقط على وجهها دون جسمها في الفيديو كليبز، حتى أنها كانت تسجل الأغاني وهي جالسة على الكرسي، الأغنية الثانية في الالبوم كانت Won't Run Away ولم تحقق أي مركز في التشارت.
- في 6 يوليو/تموز من عام 1995، أنجبت ساندرا أبنيها التوأم نيكيتا وسيباستيان في مستشفى ميونيخ من خلال عملية قيصرية، بعدها قررت ساندرا في ذلك الوقت التفرغ لتربية أطفالها.
- وبعد فترة توقف أستمرت 4 سنوات أصدرت ساندرا ألبوم مكون من أسطوانتين CD وبنفس الطريقة مع فنانين آخرين مثل Modern Talking تم إصدار نسخ Remix للأغاني القديمة، الالبوم هو My Favourites وقد كان يحوي أغاني ساندرا القوية والقديمة إضافة إلى بعض الأغاني الشعبية ballads وسرعان ما دخل الالبوم التوب 20 للتشارت الألماني.
- في عام 2000 م قامت ساندرا بالغناء في الخلفية وذلك في الأغنية Precious little Diamond للفنان Andru Donalds.
- بعد 7 سنوات من إصدار الالبوم Fading Shades أصدرت ساندرا ألبومها الجديد The Wheel of Time في عام 2002 م، وصل الالبوم إلى المركز الثامن في التشارت الألماني، أول أغاني الالبوم الأغنية Forever والتي تم طرحها مسبقاً عام 2001 حيث حققت نجاحاً لابأس به وقد ظهرت ساندرا في تلك الأغنية بمظهر جديد وشعر قصير، على الرغم من بعض الانتقادات حول الالبوم الجديد فيما يخص إعادة إصدار الأغنية Such a Shame للفرقة الغنائية البريطانية Talk Talk إلا أنها لاقت استحسان جمهور ساندرا المتعطش لصوتها، من أغاني الالبوم أيضا I Close My Eyes و Forgive Me.
- الجدير بالذكر هو أن قبل هذا الالبوم وخلال الثمانينات قامت ساندرا بإعادة إصدار أغاني أنجليزية قديمة مثل Everlasting Love عام 1987 وكذلك Hiroshima عام 1990 و Nights in White Satin عام 1995، إضافة إلى أن مايكل كريتو حاول إقناع ساندرا بإعادة غناء الأغنية Freelove للفرقة البريطانية Depeche Mode.
- في عام 2003 قامت ساندرا بإصدار الديفيدي الكامل لحياتها الغنائية The Complete History وهو عبارة عن مكتبة فيديو وموسيقى وصور لجميع أغاني ساندرا القوية وقد تضمن الديفيدي بعضاً من أغاني ساندرا أيام فرقة الارابيسك.
- في عام 2005 م خرج للعيان خبر من خلال نجم الديجي السويسري DJ BoBo بأنه يخطط لدويتو مع الفنانة ساندرا حيث أنها ألتقت به خلال حفل الجوائز الموسيقية World Music Awards في مونتي كارلو عندما حصل زوجها على جائزة أفضل مبيعات في ألمانيا، ومن هنا خرجت الأغنية Secrets of Love عام2006، حققت الأغنية المركز الخامس في سويسرا والمركز الثالث عشر في ألمانيا، تم تصوير الفيديو كليب في حديقة ديزني لاند في باريس، وخلال ذلك الوقت يبدو أن ساندرا بدأت تستعيد شيئاً من ذكرياتها الذهبية الثمانينية.
- في عام 2006 أقترحت الشركة العملاقة Virgin Records إرسال التسجيلات الصوتية لأغاني ساندرا القوية إلى فريق عمل مختلف من المنتجين والرميكسر حتى يتمكنو من إنتاج موسيقى ريميكس جديدة كلياً، ساندرا ترددت في البداية لأنها أصدرت مسبقاً مجموعة ريميكس في عام 1999 ولا تريد إعادة إصدارها مرة أخرى، إضافة إلى أنها كانت تريد توجهاً موسيقياً جديداً، ومع ذلك تم تسليم التسجيلات الصوتية إلى مجموعة جديدة من المنتجين والرميكسرز ومن هنا أصدرت الالبوم الجديد Reflections وقد أحتوى على مجموعة من الأغاني السابقة ولكن بموسيقى جديدة ومنها الأغنية Everlasting Love حيث تم توزيعها على الاذاعات كنسخة ترويجية. وقد دخل الالبوم التوب 10 في العديد من المخازن على الإنترنت حول العالم، أيضاً حققت الأغنية Around My Heart نجاحاً كبيرا في بولندا بوصفها The Huge Hit عندما قررت الشركة الترويج لها في محطات الراديو.
- في عام 2007 قررت شركة فيرجن في فرنسا إصدار نسخة خاصة من Reflections، تحتوي على ثلاثة ريمكسات جديدة والتي أنتجت بواسطة الديجي الفرنسي French DJs.

## 2007 م وحتى الآن: توجه موسيقي جديد
- في فبراير 2007 م أصدرت ساندرا الالبوم الجديد The Art of Love وقد حقق المركز 16 في التشارت الألماني، ولأول مرة لم يشارك مايكل كريتو في هذا الالبوم كمنتج وقيل أنه كان مشغولا بإنتاج ألبوم Enigma جديد وهو A Posteriori، حاولت ساندرا الحصول على منتجين من بريطانيا ولكنها كانت لاتريد ترك عائلتها فترة طويلة، استعانت بمساعد مايكل Jens Gad كي يكون منتجاً للالبوم وللمرة الأولى تشارك ساندرا في تأليف وكتابة الألبوم، ولذلك كانت الكلمات شخصية أكثر حيث كانت تتحدث عن طفولتها وتجاربها الحزينة، أيضاً وللمرة الأولى ظهرت ساندرا في صور الالبوم بملابس قصيرة ولاتغطي معظم الجسم ((لن أقول مثيرة أو جنسية كما في الترجمة... فأنا هنا أعبر عن ماهو ظاهر وأترك للمتلقي حرية التعبير والتصور)) وتم تصويرها في نيويورك بواسطة المصور Barbel Miebach
- الأغنية الأولى من الالبوم هي The Way I Am تم إصدارها في يناير 2007 حققت المركز 52 في التشارت الألماني، لم يكن ذلك مشجعاً، والاغنية الثانية هي What Is It About Me تم تسجيلها في شهر مايو من نفس العام، لاقى الالبوم استحسان الجمهور حيث أنه كان يحتوي على نسخ من الأغاني بلغات أخرى كالفرنسية والإسبانية، تضمن الالبوم أيضا الدويتو مع الفنان السويسري DJ BoBo، أيضا قام أبني ساندرا التوأم نيكيتا وسباستيان بالغناء الخلفي في ثلاث أغاني.
- في بولندا قامت شركة EMI الموسيقية بإطلاق الأغنية All You Zombies للاذاعات بدلاً من What Is It About Me ولاقى ذلك نجاحاً كبيرا بوصفها The Big Hit
- في نوفمبر عام 2007 انتشر خبر عن انفصال مايكل كريتو وساندرا بسبب خلافات شخصية ومهنية، وشاعت أخبار عن علاقات جديدة لكلا الاثنين.
- خلال عام 2007 وأوائل عام 2008 قامت ساندرا بجولة موسيقية حول أوروبا الشرقية وألمانيا، وقالت انها قررت العودة إلى جدول اعمالها المزدحم بالحفلات الموسيقية كما في الماضي، وقامت بأداء رائع في قصر الكرملين في موسكو بروسيا، كما قامت بزيارة بلدان مثل كازاخستان وأوكرانيا وليتوانيا لأول مرة، وفي 23 يوليو 2008، غنت ساندرا في اثينا باليونان.
- وفي 24 أغسطس 2008 غنت ساندرا في بولندا خلال حفل اقيم لأغاني الثمانينات وقد شارك في الحفل نخبة ثمانينية رائعة كالفنانة Kim Wilde وسامنتا فوكس Samantha Fox وسابرينا Sabrina والمودرن توكن Modern Talking وشاكين ستيفنز Shaking Stevens، الحفلة كانت جزءا من مهرجان سوبوت الدولي للاغنية Sopot International Song Festival 2008، وكان البث على الهواء مباشرة على قناة TVN البولندية، قامت ساندرا بغناء ثلاث أغنيات وهي Maria Magdalena و In the Heat of the Night و Hiroshima.
- في 27 مارس 2009 أصدرت ساندرا الالبوم الجديد وهو Back to Life وبأسلوب جديد من الــ Latin pop والــ R&B، الأغنية الأولى هي In a Heartbeat تم تسجيلها في 6 مارس، وقد تم تسجيل الالبوم في نيويورك وهذي المرة بواسطة المنتج الجديد لساندرا Jens Gad واخيه Toby Gad، الأغنية الثانية من الالبوم هي The Night Is Still Young وتم إنتجها في 8 مارس وهي عبارة عن دويتو مع الفنان المشهور والصوت الالماسي توماس اندرس Thomas Anders صوت الـ Modern Talking، أيضا تضمن الالبوم دويتو آخر I Want You مع الذي سيكون زوجها وهو Olaf Menges، أيضا الأغنية Tête à tête باللغة الفرنسية وقد تم تأليفها وكتابتها بواسطة ساندرا، إضافة إلى أغنيتين كإهداء Echo of My Heart و Redis Moi حيث أتيحت للتحميل على الإنترنت من خلال البرنامج الشهير iTunes.
- في 1 أغسطس 2009 م شاركت ساندرا بفعالية وأداء رائع في مهرجان DJ Bobo & Friends في ادلبودن بسويسرا، أعجب الجمهور بأدائها الرائع مع زمرتها الجديدة، ويتوقع أن تصدر ساندرا نسخة DVD لذلك الحفل في عام 2010م.
- في السادس من نوفمبر عام 2009 أصدرت ساندرا 3 إسطوانات The Platinum Collection ويضم 51 أغنية من أول أغانيها القوية Maria Magdalena وحتى أغنية The Night Is Still Young وكذلك بعض الأغاني التي لم يتم إدراجها ضمن ألبوماتها السابقة، الاسطوانة الثالثة تحتوي على نسخ جديدة من أفضل أغانيها.

## حياتها الشخصية
كانت ساندرا قد تزوجت من مايكل كريتو في 7 يناير 1988م وقد أنجبا التوأم سيباستيان نيكيتا في يوليو 1995م، وأنفصلا في نوفمبر 2007م بسبب خلافات شخصية ومهنية كما قيل، تقيم حاليا في جزيرة إيبيزا بإسبانيا مع شركائها الجدد وزوجها الجديد Olaf Menges.
تفضل ساندرا دائماً الغذاء الصحي إضافة إلى أنها نباتية ومعروف عنها أنها تحب الحيوانات ودائماً ماتطالب بحقوق الحيوانات والحفاظ على البيئة، تفضل دائما ممارسة الرياضة.

## مشاركتها في بعض أغاني مايكل كريتو
إضافة إلى الأغنية Precious Little Diamond شاركت ساندرا أيضاً في 13 من أغاني مايكل كريتو Enigma :
- ألبوم Enigma الأول MCMXC a.D. المنتج عام 1990 وذلك في الأغاني: Sadeness و Find Love و Callas Went Away و Mea Culpa Part II
- ألبوم Enigma الثاني The Cross of Changes المنتج عام 1993 وذلك في الأغاني: Return to Innocence و I Love You... I'll Kill You و Age of Loneliness - Carly's Song
- ألبوم Enigma الثالث Le Roi Est Mort, Vive Le Roi! المنتج عام 1996 وذلك في الأغاني : Beyond the Invisible و T.N.T. for the Brain
- ألبوم Enigma الرابع The Screen Behind the Mirror المنتج عام 1999 وذلك في الأغنية Between Mind and Heart
- ألبوم Enigma الخامس Voyageur المنتج عام 2003 وذلك في الأغاني : Voyageur و Page of Cups و Look of Today

## ألبومات ساندرا Discography
- الالبوم مسرحية طويلة المنتج عام 1985 م.
- الالبوم Mirrors المنتج عام 1986 م.
- الالبوم Into a Secret Land المنتج عام 1988 م.
- الالبوم Paintings in Yellow المنتج عام 1990 م.
- الالبوم Close to Seven المنتج عام 1992 م.
- الالبوم Fading Shades المنتج عام 1995 م.
- الالبوم The Wheel of Time المنتج عام 2002 م.
- الالبوم The Art of Love المنتج عام 2007 م.
- الالبوم Back to Life المنتج عام 2009 م.
- الالبوم Stay in Touch المنتج عام 2012 م.

## وصلات خارجية
- ساندرا على موقع IMDb (الإنجليزية)
- ساندرا على موقع ميوزك برينز (الإنجليزية)
- ساندرا على موقع أول ميوزيك (الإنجليزية)
- ساندرا على موقع ديسكوغز (الإنجليزية)
- ساندرا على موقع ديسكوغز (الإنجليزية)
- ساندرا على موقع ديسكوغز (الإنجليزية)
- ساندرا على موقع قاعدة بيانات الفيلم (الإنجليزية)
- Sandra's fan website
- Sandra at MySpace
- Sandra at Allmusic
- Sandra at Internet Movie Database
- big section about Sandra Cretu
- People of Sandra نسخة محفوظة 19 أغسطس 2014 على موقع واي باك مشين.